# 王訥 (正統進士)
王訥（1414年—？），字敏行，直隸長州府無錫縣人，民籍。明朝政治人物。同進士出身。

## 生平
正統三年（1438年）戊午科應天府鄉試第三十四名，正統四年（1439年）聯捷己未科會試第三十九名，殿試登進士第三甲第三十九名。

## 家族
曾祖王彥質。祖父王德真。父王景深。